# Oleg Siemiendiajew
Oleg Aleksandrowicz Siemiendiajew, ros. Олег Александрович Семендяев (ur. 8 grudnia 1961 w Czelabińsku) – radziecki i rosyjski hokeista. Trener hokejowy.
Jego syn Oleg (ur. 1988) także został hokeistą.

## Kariera zawodnicza
- Mietałłłurg Czelabińsk (1980-1982)
- SKA Swierdłowsk (1982-1984)
- Traktor Czelabińsk (1984-1985, 1886-1987)
- Mietałłłurg Czelabińsk (1985-1993)
- Naprzód Janów (1993-1994)
- UralAZ (1995-1997)

Przez wiele sezonów był zawodnikiem drużyn w rodzinnym Czelabińsku. Występował także w lidze polskiej w klubie Naprzód Janów w sezonie 1993/1994 (w tym czasie w Janowie występował także inny Rosjanin Pawieł Jezowskich).

## Kariera trenerska
- SDJuSzSOR Traktor Czelabińsk, I trener
- Kazakmys Sätbajew 2 (2007-2008), trener
- Mieczeł Czelabińsk – drużyny młodzieżowe (2011-2013), trener
- Mietieor-Signał Czelabińsk[5]